# 南亚枇杷窄叶变型
南亚枇杷窄叶变型（学名：Eriobotrya bengalensis f. angustifolia）为蔷薇科枇杷属南亚枇杷下的一个变型。

## 扩展阅读
- 維基物種上的相關：南亚枇杷窄叶变型